# Балахнинское викариатство
Балахни́нское викариа́тство — викариатство Нижегородской епархии Русской Православной Церкви.
Была учреждено 11 мая 1866 года. Названо по уездному городу Балахна Нижегородской губернии. Местопребыванием Балахнинского архиерея являлся нижегородский Печерский Вознесенский мужской монастырь. Пресеклось в 1925 году. Восстановлено 18 июля 1991 года. В 2001—2013 годы не замещалось.

## Епископы
- 17 июля 1866 — 29 августа 1867 — Макарий (Миролюбов)
- 14 января 1868 — 8 ноября 1886 — Поликарп (Гонорский)
- 4 января 1887 — 27 октября 1887 — Димитрий (Самбикин)
- 28 февраля 1888 — 2 марта 1891 — Агафодор (Преображенский)
- 28 апреля 1891 — 29 сентября 1892 — Иаков (Пятницкий)
- 25 октября 1892 — 3 сентября 1893 — Ювеналий (Половцев)
- 10 апреля 1894 — 10 августа 1896 — Алексий (Опоцкий)
- 6 октября 1896 — 9 ноября 1897 — Аркадий (Карпинский)
- 11 июля 1898 — 20 января 1901 — Анастасий (Опоцкий)
- 15 апреля 1901 — 4 ноября 1903 — Нестор (Фомин)
- 4 ноября 1903 — 10 ноября 1906 — Исидор (Колоколов)
- 10 ноября 1906 — 29 мая 1909 — Евфимий (Елиев)
- 27 сентября 1909 — 20 марта 1914 — Геннадий (Туберозов)
- 10 августа 1914 — 28 января 1917 — Макарий (Гневушев)
- 19 февраля 1917 — 6 ноября 1918 — Лаврентий (Князев)
- 14 февраля 1919 — 31 января 1920 — Петр (Зверев)
- 1922 — начало 1925 — Филипп (Гумилевский)
- 10 апреля — 3 мая 1934 — Иоанн (Широков)
  - 1934—1990 — викариатство не замещалось
- 29 июля 1991 — 14 августа 2001 — Иерофей (Соболев)
  - 2002—2012 — викариатство не замещалось
- c 25 декабря 2013 года — Илия (Быков)